# Teatrul German de Stat din Timișoara
Teatrul German de Stat Timișoara este o instituție publică de spectacole din România finanțată de Municipiul Timișoara. Cu un total de 108 posturi și un număr important de colaboratori, teatrul produce între 5 și 7 premiere pe stagiune, jucând în medie în fața a 10.000 spectatori anual. În ultimii ani, gradul de ocupare a sălii este de cca. 80%.

## Istoric
Prima atestare a prezenței unor actori în oraș este din anul 1746, iar în 1753 administrația orașului autorizează susținerea de reprezentații de către o trupă germană de teatru de turneu. În continuare, activitatea teatrală germană este susținută de trupe care veneau aici în turneu, devenind una dintre atracțiile orașului. În 1758 s-a amenajat în fosta clădire a magistraturii sârbești – pe locul unde se află azi Liceul Teoretic „Nikolaus Lenau“ – o sală destinată spectacolelor de teatru. În perioada 1852-1870 spectacolele venite în turneu, mai ales din Viena, se întindeau adesea pe stagiuni întregi.
În 1875 s-a inaugurat Teatrul „Franz Joseph“ – astăzi Palatul Culturii. În 1899, activitatea teatrală de expresie germană este întreruptă în urma unei decizii administrative, având loc însă spectacole singulare cu trupe vieneze, până inclusiv în a doua decadă a secolului al XX-lea.
După 1920, se desfășoară din nou – cu consistență variabilă – activitate teatrală profesionistă de expresie germană, vremelnic cu autorizarea Oficiului Cultural German din Sibiu, apoi prin intermediul Teatrului Național German din Sibiu, care producea spectacole ce erau apoi susținute în toate zonele țării locuite de germani. În 1940 acest teatru este acaparat de ideologia național-socialistă, iar înainte de finalul celui de al Doilea Război Mondial este desființat.

### Teatrul German în perioada comunistă
La 1 ianuarie 1953 ia ființă Secția germană a Teatrului de Stat Timișoara, spectacolul inaugural fiind susținut la 27 iunie 1953 cu piesa Die Karlsschüler (română Elevii școlii de cadeți), de Heinrich Laube. După trei ani, secția germană se desprinde din structura administrativă a Teatrului de Stat și devine Teatrul German de Stat Timișoara, în urma Hotărârii Consiliului de Miniștri al Republicii Populare Române nr. 1530/31.07.1956. Sala de spectacole este vechea sală Reduta din clădirea fostului Teatru „Franz Joseph“ – astăzi Palatul Culturii – clădire ce adăpostește, alături de Opera Națională Română Timișoara, teatre dramatice în trei limbi: română, germană și maghiară, fapt unic în lume.
De la înființarea sa, teatrul a produs peste 400 de spectacole, evoluând în fața a peste 2,5 milioane de spectatori. A susținut spectacole în aproape toate localitățile cu comunități germane din România, dar și în fosta Republică Democrată Germană. 
În comunism, Teatrul German de Stat Timișoara a fost nevoit să își împartă menirea între două direcții: pe de o parte să slujească ideologia partidului-stat care îi coordona existența, teatrul trebuind să realizeze spectacole cu conținut agreat de sistemul comunist, pe de altă parte să contribuie la păstrarea limbii și a conștiinței identitare a germanilor din România, al căror număr scădea însă în mod constant, mai ales începând cu anii ’70. Emigrarea multor germani din România – care a devenit un fenomen masiv în anii ’70-’90 – va afecta activitatea funcțională a instituției, numărul spectatorilor și al actorilor scăzând dramatic.  

### Perioada post-comunistă
După mijlocul anilor ’90 teatrul a trebuit să își definească un drum nou. După ani grei de reconstrucție – mai ales în urma emigrărilor din anii ’90 – sub directoratul actriței Ildikó Jarcsek-Zamfirescu, căutarea și aflarea unui nou specific s-au concretizat într-o reorientare estetică de natură să atragă atenția publicului și a criticii de specialitate în mod constant asupra activității acestei instituții.
Astfel, mai ales perfecționarea trupei și atragerea unora dintre cei mai apreciați creatori din România și din străinătate au fost de natură să recomande Teatrul German de Stat ca fiind unul dintre cele mai dinamice și interesante teatre din țară. În anii din urmă au lucrat cu acest colectiv creatori importanți precum regizorii Radu Afrim, Clemens Bechtel, László Bocsárdi, Alexandru Dabija, Alexander Hausvater, Yuri Kordonsky, Radu Alexandru Nica, Silviu Purcărete, Niky Wolcz, scenografii Dragoș Buhagiar, Velica Panduru și Helmut Stürmer, actorii Miklós Bács și Sorin Leoveanu, coregrafii Florin Fieroiu și Răzvan Mazilu.
Grupurile-țintă din prezent sunt alcătuite din publicul germanofil din cadrul populației majoritare, membrii comunității germane și străinii din spațiul de expresie germană. De asemenea, persoanele care nu cunosc limba germană pot urmări spectacolele cu traducere simultană. Un loc important în strategia teatrului îl ocupă spectacolele pentru copii și tineret precum și activitatea de pedagogie teatrală. An de an, teatrul este gazda Festivalului Internațional de Teatru de Tineret în Limba Germană, organizat în colaborare cu Liceul Teoretic „Nikolaus Lenau“ Timișoara. 
În afara activității de la sediu, teatrul este prezent în mod constant în turnee și la festivaluri din țară și din străinătate. După 1990 spectacole ale sale au fost prezentate în Austria, Croația, Franța, Georgia, Germania, Polonia, Serbia și Ungaria. Din 2009 Teatrul German de Stat organizează Festivalul European de Teatru „Eurothalia“, care aduce în fiecare toamnă la Timișoara unele dintre cele mai interesante spectacole din România și din diverse țări ale continentului. 